# Lapa (navio)
O Lapa foi construído na Inglaterra e batizado inicialmente de Sparta. Vendido ao Brasil foi incorporado à frota do Lloyd Brasileiro, servindo de navio cargueiro.
Quando fazia a rota Santos-Marselha transportando um carregamento de café, foi interceptado pelo SM U-47, a 130 milhas de Gibraltar. Os tripulantes foram surpreendidos por um tiro de canhão. O submarino veio e sua tripulação pegou os tripulantes do Lapa para interrogatório. O capitão do submarino permitiu que a tripulação abandonasse o navio (em 05 minutos). Após o desembarque, os tripulantes do submarino queimaram documentos, depois torpedearam o navio, afundando-o em dois minutos.